# Vicariato apostólico de Sodo
El vicariato apostólico de Sodo (en latín: Vicariatus Apostolicus Sodden(sis)) es una circunscripción eclesiástica de rito latino de la Iglesia católica en Etiopía. Desde el 12 de enero de 2014 su obispo es Tsegaye Keneni Derera.

## Territorio y organización
El vicariato apostólico extiende su jurisdicción sobre los fieles católicos de rito latino residentes en las zonas Kembata Tembaro, Hadiya, Wolayita y Gofa de la región de las Naciones, Nacionalidades y Pueblos del Sur; y la zona Dawro y el woreda especial de Konta de la región de los Pueblos del Suroeste.
La sede del vicariato apostólico está en la ciudad de Sodo, en donde se encuentra la Catedral de la Santísima Trinidad.
En 2020 el territorio estaba dividido en 36 parroquias. 

## Historia
La prefectura apostólica de Hosanna fue erigida el 13 de febrero de 1940 con la bula Quae utilia del papa Pío XII separando territorio del vicariato apostólico de Jima (hoy vicariato apostólico de Nekemte) y de la prefectura apostólica de Neghelli (hoy vicariato apostólico de Hawassa).
El 30 de diciembre de 1977 cambió su nombre a prefectura apostólica de Sodo-Hosanna.
El 15 de octubre de 1982 la prefectura apostólica fue elevada a vicariato apostólico con la bula Compertum habentes del papa Juan Pablo II.
El 20 de enero de 2010 cedió una parte de su territorio para la erección del vicariato apostólico de Hosanna mediante la bula Cum esset petitum, ocasión en la que tomó su nombre actual.

## Episcopologio
- Tiziano da Verona, O.F.M.Cap. † (25 de octubre de 1940-1945 falleció)
  - Sede vacante (1945-1952)
- Urbain-Marie Person, O.F.M.Cap. † (2 de enero de 1952-16 de febrero de 1973 renunció)
  - Sede vacante (1973-1979)
- Domenico Crescentino Marinozzi, O.F.M.Cap. (23 de febrero de 1979-5 de enero de 2007 retirado)
- Rodrigo Mejía Saldarriaga, S.I. (5 de enero de 2007-12 de enero de 2014 retirado)
- Tsegaye Keneni Derera, por sucesión el 12 de enero de 2014

## Estadísticas
De acuerdo al Anuario Pontificio 2021 el vicariato apostólico tenía a fines de 2020 un total de 189 300 fieles bautizados.
| Año                                                                             | Población            | Población | Población      | Sacerdotes | Sacerdotes    | Sacerdotes    | Bautizados por sacerdote | Diáconos permanentes | Religiosos | Religiosos | Parroquias |
| Año                                                                             | Bautizados católicos | Total     | % de católicos | Total      | Clero secular | Clero regular | Bautizados por sacerdote | Diáconos permanentes | Varones    | Mujeres    | Parroquias |
| ------------------------------------------------------------------------------- | -------------------- | --------- | -------------- | ---------- | ------------- | ------------- | ------------------------ | -------------------- | ---------- | ---------- | ---------- |
| 1950                                                                            | 7000                 | ?         | ?              | 4          | 4             |               | 1750                     |                      |            | 3          | 2          |
| 1970                                                                            | 18 000               | 960 000   | 1.9            | 15         | 1             | 14            | 1200                     |                      | 15         | 6          |            |
| 1980                                                                            | 35 803               | 2 304 000 | 1.6            | 27         | 1             | 26            | 1326                     |                      | 29         | 28         | 11         |
| 1990                                                                            | 65 662               | 3 198 000 | 2.1            | 27         | 1             | 26            | 2431                     | 1                    | 27         | 49         | 13         |
| 1999                                                                            | 142 339              | 4 264 000 | 3.3            | 45         | 14            | 31            | 3163                     | 1                    | 34         | 51         | 17         |
| 2000                                                                            | 155 023              | 6 200 000 | 2.5            | 52         | 19            | 33            | 2981                     | 1                    | 36         | 47         | 18         |
| 2001                                                                            | 161 407              | 6 400 000 | 2.5            | 55         | 23            | 32            | 2934                     | 1                    | 44         | 50         | 27         |
| 2002                                                                            | 167 374              | 6 700 000 | 2.5            | 56         | 23            | 33            | 2988                     | 1                    | 46         | 54         | 28         |
| 2003                                                                            | 183 902              | 6 700 000 | 2.7            | 54         | 24            | 30            | 3405                     | 1                    | 41         | 53         | 28         |
| 2004                                                                            | 198 827              | 6 900 000 | 2.9            | 50         | 23            | 27            | 3976                     |                      | 38         | 67         | 28         |
| 2007                                                                            | 233 415              | 7 400 000 | 3.2            | 66         | 35            | 31            | 3536                     | 2                    | 41         | 76         | 38         |
| 2009                                                                            | 250 000              | 7 700 000 | 3.2            | 75         | 54            | 21            | 3333                     |                      | 41         | 78         | 59         |
| 2010                                                                            | 115 000              | 5 300 000 | 2.2            | 40         | 26            | 14            | 2875                     |                      | 27         | 41         | 39         |
| 2010                                                                            | 128 539              | 4 840 182 | 2.7            | 43         | 22            | 21            | 2989                     | 1                    | 25         | 47         | 21         |
| 2014                                                                            | 172 577              | 5 392 000 | 3.2            | 56         | 27            | 29            | 3081                     |                      | 31         | 51         | 37         |
| 2017                                                                            | 191 658              | 5 454 000 | 3.5            | 51         | 27            | 24            | 3758                     |                      | 25         | 46         | 34         |
| 2020                                                                            | 189 300              | 5 585 018 | 3.4            | 55         | 28            | 27            | 3441                     |                      | 30         | 36         | 36         |
| Fuente: Catholic-Hierarchy, que a su vez toma los datos del Anuario Pontificio. |                      |           |                |            |               |               |                          |                      |            |            |            |